# نيلسون كوبيلو
نيلسون كوبيلو (بالإنجليزية: Nelson Cupello)‏ هو لاعب كرة قدم ومدرب كرة قدم أمريكي في مركز الدفاع، ولد في 28 أغسطس 1951 في البرازيل. لعب مع روتشستر لانسر ‏.